# Оскар Рафаель Вальдес Ф'єрро
Оскар Рафаель Вальдес Ф'єрро (англ. Óscar Rafael Valdez Fierro; нар. 22 грудня 1990) — мексиканський боксер-професіонал. Чемпіон світу за версією WBO (2016—2019) у напівлегкій вазі та за версією WBC (2021—2022) в другій напівлегкій вазі.
Чемпіон молодіжного чемпіонату світу 2008 року, бронзовий призер чемпіонату світу 2009 року, срібний призер Панамериканських ігор 2011 року, учасник двох Олімпіад.

## Аматорська кар'єра
Вальдес прославився перемогою над співвітчизником Карлосом Каудрасом у півфіналі 2007 року у Національному чемпіонаті, де в результаті взяв золото. У відбірковому турнірі на Олімпійські ігри 2008 він витіснив бразильського боксера Джеймаса Перейру. У Пекіні, проте, він зустрівся в першому ж бою з майбутнім переможцем Олімпіади в категорії до 54 кг монгольцем Бадар-Уугану Енхбатином і програв йому — 4-15.
Пізніше у 2008 році він виграв молодіжний чемпіонат світу з боксу. Турнір проходив у Гвадалахарі, в його рідній країні.
2009 року взяв участь в Панамериканському чемпіонаті з боксу. Поступився у фіналі бразильцеві Робсону Консейсао.
2009 року у Мілані Оскар виграв бронзову медаль і став першим мексиканцем, що завоював медаль на першості світу. У півфінальному бою програв українцю Василю Ломаченку.
2011 року Вальдес взяв срібну медаль на Панамериканських іграх.
2012 року взяв участь у другій Олімпіаді в категорії до 56 кг.
- В 1/16 фіналу переміг Шиву Тапа (Індія) — 14-9
- В 1/8 фіналу переміг Анвара Юнусова (Таджикистан) — 13-7
- У чвертьфіналі програв Джон Джо Невіну (Ірландія) — 13-19

## Професіональна кар'єра
3 листопада 2012 року Вальдес успішно дебютував на професійному рингу в напівлегкій ваговій категорії.
У десятому поєдинку на профірингу, що пройшов 14 квітня 2014 року, завоював молодіжний титул чемпіона Північної Америки за версією NABF в другій напівлегкій вазі (до 59 кг). У липні 2014 завоював аналогічний титул і в напівлегкій вазі (до 57,2 кг).
9 квітня 2016 року зустрівся з екс-чемпіоном світу в напівлегкій вазі росіянином Євгенієм Градовичем. У 4-му раунді Вальдес відправив свого суперника в нокдаун. Градович піднявся, але рефері вирішив зупинити поєдинок.

### Чемпіонський бій з Матіасом Руеда
23 липня 2016 року зустрівся з аргентинцем Матіасом Руеда в поєдинку за вакантний титул чемпіона світу в напівлегкій вазі за версією WBO. У 2-му раунді Вальдес двічі відправив Руеда в нокдаун ударами по корпусу. Після другого нокдауну рефері зупинив бій. Вальдес переміг технічним нокаутом і став чемпіоном світу.
5 листопада 2016 року нокаутував у 7-му раунді японця Хірошіґе Осаву. Осава в нокдауні в 4-му раунді.

### Бій зі Скотом Квіггом
10 березня 2018 року в Карсоні (Каліфорнія) відбувся бій Оскар Вальдес - Скот Квігг. Титул чемпіона WBO був на кону цього бою лише для Вальдеса, оскільки британський екс-чемпіон у другій легшій вазі не вклався в ліміт напівлегкої ваги — на офіційному зважуванні показав вагу 58,4 кг (перевищення ліміту на 1,2 кг). Через проблеми з вагою Квігг втратив 20% від гарантованого гонорару - 10 тис $ відійшли на користь Вальдеса, а ще 10 тис $ - на рахунок Атлетичної комісії. До того ж британець відмовився зважуватися в день бою, і команда Вальдеса радила мексиканцю відмовитися від бою. Але Вальдес, якому за цей бій мали виплатити рекордні для нього 420 тис $ гонорару, вирішив битися, незважаючи на махінації Квігга.
В бою Квігг мав суттєву перевагу в вазі і працював першим номером, але Вальдес краще контролював дистанцію, краще зміщувався і працював на випередження. Оскар зберіг титул, здобувши одноголосну перемогу — двічі 117-111 і 118-110. В ході бою у Вальдеса був вибитий зуб, а у Квігга - зламаний ніс.
Ретельне медичне обстеження після бою показало, що у Вальдеса зламана щелепа, через що йому довелося пройти довгий курс реабілітації, і наступний захист титулу проти італійця Карміне Томасоні відбувся майже через рік після бою з Квіггом. 2 лютого 2019 року Вальдес у 7 раунді нокаутував Томасоні.
8 червня 2019 року провів шостий вдалий захист титулу у напівлегкій вазі проти американця Джейсона Санчеса і вирішив перейти до наступної вагової категорії.

### Бій з Адамом Лопесом
30 листопада 2019 року у Лас-Вегасі відбувся бій Оскар Вальдес - Адам Лопес. Спочатку планувалося, що в головному бою вечора Вальдес зустрінеться з співвітчизником Андресом Ґутьєресом, але Ґутьєрес безвідповідально поставився до підготовки і на зважуванні напередодні бою шокував присутніх перевищенням ліміту вагової категорії на 5 кг. Після дискваліфікації Ґутьєреса суперником Оскара став американець Лопес, який несподівано для всіх, незважаючи на заміну в останній момент, добре стартував і у 2 раунді надіслав мексиканця в нокдаун. Вальдес продовжив бій, намагаючись переломити його хід, але Лопес вдало комбінував, не застоюючись на місці. І все ж у 7 раунді Оскар підловив суперника двійкою, зваливши в нокдаун. Після продовження бою Вальдес кинувся на добивання, і рефері вирішив зупинити бій.

### Бій з Мігелем Берчельтом
20 лютого 2021 року Оскар Вальдес зустрівся в бою зі своїм співвітчизником чемпіоном світу за версією WBC в другій напівлегкій вазі Мігелем Берчельтомом. Бій між ними мав відбутися навесні 2020 року, але був перенесений через пандемію коронавірусної хвороби на 12 грудня 2020 року і був перенесений вдруге на 20 лютого 2021 року через хворобу Берчельта.
Бій розпочався з більш точних та швидких атак претендента. Берчельт намагався діяти агресивно, але не встигав за Вальдесом. А у четвертому раунді чемпіон пропустив кілька хуків і опинився в стоячому нокдауні. Від добивання Вальдесом Берчельта врятував гонг. В наступних раундах перевага претендента тільки збільшувалася. В дев'ятому раунді Берчельт знов побував в нокдауні, а за кілька секунд до завершення десятого раунду в своїй атаці він наразився на потужний удар Вальдеса і опинився в нокауті.
Оскар Вальдес став чемпіоном світу у другій ваговій категорії.

### Бій з Робсоном Консейсао
10 вересня 2021 року Вальдес провів перший захист титулу чемпіона у другій напівлегкій вазі проти бразильця Робсона Консейсао. За 10 днів до бою мексиканець провалив допінг-тест, але отримав дозвіл на проведення бою.
В бою чемпіон взяв реванш у бразильця за поразку у фіналі на Панамериканському чемпіонаті з боксу 2009, здобувши перемогу одностайним рішенням суддів. Консейсао зазнав першої поразки.

### Бій з Шакуром Стівенсоном
30 квітня 2022 року в об'єднавчому бою з чемпіоном світу за версією WBO американцем Шакуром Стівенсоном зазнав першої поразки в професійній кар'єрі, не зумівши щось протиставити вмілому супернику і побувавши в нокдауні у шостому раунді. Стівенсон здобув перемогу одностайним рішенням.

### Бій з Адамом Лопесом II
20 травня 2023 року вдруге зустрівся в бою з Адамом Лопесом. Американець добре рухався, відповідав джебами, захищався корпусом і не дозволив цього разу Оскару завершити бій достроково. Результатом стала перемога Вальдеса одностайним рішенням.

### Бій з Емануелем Наваррете
12 серпня 2023 року вийшов на бій проти чемпіона світу за версією WBO у другій напівлегкій вазі Емануеля Наваррете (Мексика) і програв бій одностайним рішенням суддів. Незважаючи на те, що Вальдес краще діяв у захисті та завдавав більш точні удари, його суперник завдав загалом більше тисячі ударів, вдвічі більше, ніж Вальдес, і перебив Оскара за точними влучаннями, відстоявши титул чемпіона.

### Бій з Емануелем Наваррете II
Завоювавши в бою проти австралійця Ліама Вілсона вакантний титул «тимчасового» чемпіона WBO у другій напівлегкій вазі, 7 грудня 2024 року вдруге вийшов на бій проти Емануеля Наваррете. Другий поєдинок завершився розгромом Вальдеса, який побував в нокдаунах в першому і четвертому раундах, а в шостому опинився в нокауті.